# Mal Waldron
Mal Waldron (New York, 1925. augusztus 16. vagy 1926. augusztus 16. – Brüsszel, 2002. december 2.) amerikai dzsesszzongorista.

## Pályafutása
Waldron kilenc évesen kezdett zongorázni; és az altszaxofonozni is tanult. 1943-tól katonai szolgálatot teljesített. Klasszikus zongorázásból és zeneszerzésből diplomát szerzett (1949). 1949-ben Big Nick Nicholassal dolgozott. 1950-től 1953-ig az Ike Quebec zenekar tagja volt. Ugyanakkor rhythm and bluest játszott Varetta Dillarddal és a The Wanderersszel. 1954-től 1957-ig főleg Charles Mingusszal, Teo Maceroval és Teddy Charles-lal játszott.
A Prestige Records gyakornokaként John Coltrane, Gene Ammons, Jackie McLean, Kenny Burrell kísérőjeként zongorázott. 1958/1959-ben Billie Holidayt Európában is kísérte. Billie Holiday halála után a Left Alone című lemeze jelent meg, ami széles körben ismert lett Japánban is.
A következő években sikeres felvételeket készített Abbey Lincolnnal, Max Roach-al, Eric Dolphy-val és Booker Ervinnel.
1963-ban súlyos idegösszeomlást kapott. Egy klinikán töltött év után újra kellett tanulnia zongorajátékának nagy részét.
1965-től Európában élt. 1966-ban Duško Gojković-csal dolgozott, majd Olaszországba ment. 1967-től Münchenben élt, majd Brüsszelbe költözött.
Az 1970-es évektől vált igazán ismertté Európában és Japánban. Az 1980-as évektől ismét rendszeresen fellépett az USA-ban. Jim Pepper, Chico Freeman, Marion Brown, Jeanne Lee, Steve Lacy, az Embryo (band), Manfred Schoof, David Friesen, Archie Shepp, David Murray társaként. Kiemelendő volt együttműködése Steve Lacy szopránszaxofonossal. 1958-ban találkoztak először, Thelonious Monk számainak felvételekor, majd 1970-es évektől intenzíven dolgoztak együtt.
Olyan dzsessz-sztenderdek lemezeinél is döntő szerepe volt, mint a Soul Eyes (John Coltrane számára), vagy a Left Alone és a Fire Waltz.

## Albumok
- Mal-1 (1956)
- Mal/2 (1957)
- The Dealers (1957)
- Mal/3: Sounds (1958)
- Mal/4: Trio (1958)
- Left Alone (1959)
- Impressions (1959)
- The Quest: + Eric Dolphy & Booker Ervin (1961)
- All Alone (1966)
- Sweet Love, Bitter (1967)
- Ursula (1969)
- Set me Free (1969)
- Free at Last (1969)
- Tokyo Bound (1970)
- Tokyo Reverie (1970)
- Blood and Guts (1970)
- Spanish Bitch (1970)
- The Opening (1970)
- The Call (1971)
- Mal: Live 4 to 1 (1971)
- First Encounter & Gary Peacock (1971)
- Number Nineteen (1971)
- Black Glory (1971)
- Mal Waldron Plays the Blues (1971)
- Signals ( 1971)
- Journey Without End & Steve Lacy (1971)
- Blues for Lady Day (1972)
- A Little Bit of Miles (1972)
- Jazz a &fronto 19 (1972)
- A Touch of the Blues (1972)
- Mal Waldron on Steinway (1972)
- Mal Waldron with the Steve Lacy Quintet (1972)
- The Whirling Dervish ((1972)
- Meditations (1972)
- Up Popped the Devil & Reggie Workman & Billy Higgins (1973)
- Hard Talk (1974)
- Like Old Time & Jackie McLean (1976)
- One-Upmanship & Steve Lacy (1977)
- Moods (1978)
- Mingus Lives (1979)
- Mal 81 (1981)
- News: Run About Mal (1981)
- Snake Out (1982)
- Herbe L'oubli (1983)
- Lets Call This (1986)
- Live at Dreher, Paris 1981 & Steve Lacy (1981)
- What It Is (1981)
- One Entrance, Many Exits (1982)
- In Retrospect (1982)
- Breaking New Ground (1983)
- Mal Waldron Plays Eric Satie (1983)
- You and the Night and the Music (1983)
- Encounters & David Friesen (1984)
- Mal Waldron and Alone (1985)
- Songs of Love and Regret & Marion Brown (1985)
- Dedication & David Friesen (1985)
- Space (Vent Du Sud (1986)
- Sempre Amore & Steve Lacy (1986)
- Update (1986)
- Left Alone '86 & Jackie McLean (1986)
- The Git Go - Live at the Village Vanguard (1986)
- The Seagulls of Kristiansund (1986)
- Our Colline's a Treasure (1991)
- Remembering the Moment: David Friesen, Eddie Moore, Jim Pepper, Julian Priester (1987)
- The Super Quartet Live at Sweet Basil & Steve Lacy (1987)
- Mal, Dance and Soul (1987)
- Evidence (1988)
- Art of the Duo & Jim Pepper (1989)
- No More Tears (For Lady Day) (1989)
- Crowd Scene (1989)
- Where Are You? (1989)
- Quadrologue at Utopia & la partecipazione di Jim Pepper (1989)
- More Git' Go at Utopia & la partecipazione di Jim Pepper (1989)
- Spring in Prague (1990)
- Hot House & Steve Lacy (1991)
- I Remember Thelonious & Steve Lacy (1992)
- My Dear Family (1993)
- Waldron-Haslam & George Haslam (1994)
- After Hours & Jeanne Lee (Owl, 1994)
- Mal, Verve, Black & Blue (Tutu, 1994)
- Two New with George Haslam (Slam, 1995)
- Maturity 4: White Road, Black Rain & Jeanne Lee (1995)
- Maturity 3: Dual & Takeo Moriyama (1995)
- Maturity 2: He's My Father & Mala Waldron (1995)
- Art of the Duo: The Big Rochade & Nicolas Simion (1995)
- Maturity 5: The Elusiveness of Mt. Fuji (1996)
- Soul Eyes & Jeanne Lee, Abbey Lincoln (1997)
- Maturity 1: Klassics (1998)
- Riding a Zephyr & Judi Silvano(wd) (2000)
- Silence (2002)
- Left Alone Revisited & Archie Shepp (2002)

## Filmzene
- Mal Waldron az IMDb-n